# Szarka Miklós
Szarka Miklós (Budapest, 1940. VI. 28. – ) református lelkész, családterapeuta, klinikai lelkigondozó, pasztorálpszichológus, egyházi író.

## Élete
Budapesten született, és itt végezte középiskolai tanulmányait is, a Toldy Ferenc Gimnáziumban. 1964-ben lelkészi diplomát szerzett a Budapesti Református Teológiai Akadémián. Ezt követően fél évig Skóciában tanult tovább a skót református egyház ösztöndíj-támogatásából. 1964–1965-ben pszichiátriai ápoló volt az Országos Pszichiátriai és Neurológiai Intézetben. Utána 1975-ig Cecén, Budapesten és Alsónémediben szolgált beosztott lelkészként, majd 1975-től 1991-ig Bia lelkipásztoraként.
1991-ben megszervezte a Református Házasság- és Családsegítő Szolgálatot, majd 1995-től a Bethesda Gyermekkórház gyermekneurológiai osztályán dolgozott. 1997–1999-ben Berlinben pár- és családterápiás képesítést szerzett. 2002-ben a Semmelweis Egyetem pasztorálpszichológiai képzése egyik alapítója volt, majd 2009-ben ugyanitt klinikai lelkigondozó és pasztorálpszichológiai tanári képesítést is nyert.

## Művei
- Hatszemközt – Égető kérdések – éltető válaszok, Kálvin Kiadó, 2011, ISBN 9789635581702
- Házasságra felkészítő beszélgetések, Kálvin Kiadó, 2012, ISBN 9789635582020
- Lelkipásztor házaspárok kapcsolati konfliktusainak kezelése – Pasztorál-pszichoterápia a gyakorlatban, Kálvin Kiadó, 2013, ISBN 9789635582327